# Gunnarstorp
Gunnarstorp est une localité suédoise dans la commune de Bjuv en Scanie.
Sa population était de 423 habitants en 2019. 